# Ель-Аюн — Сакія-ель-Хамра
Ель-Аюн — Сакія-ель-Хамра (араб. العيون - الساقية الحمراء; бербер. ⵍⵄⵢⵓⵏ ⵜⴰⵔⴳⴰ ⵜⴰⵣⴳⴳⵯⴰⵖⵜ) — один із дванадцяти регіонів Марокко. Більша частина регіону лежить на спірній території Західної Сахари. Його західна частина контролюється Марокко, а східна — Сахарською Арабською Демократичною Республікою. Населення за переписом 2014 року становить 367 758 осіб. Адміністративний центр — місто Ель-Аюн.

## Назва
Назва регіону складається з двох частин. Перша походить від назви найбільшого міста регіону, Ель-Аюна. Друга частина є назвою історичного регіону, Сакія-ель-Хамра, що зі свого боку походить від назви однойменної річки. 

## Основні дані
Регіон Ель-Аюн — Сакія-ель-Хамра був утворений у вересні 2015 року шляхом приєднання провінції Ес-Семара, що входила до колишнього регіону Гельмім — Ес-Семара, до колишнього регіону Ель-Аюн — Буддур — Сакія-ель-Хамра.
Є одним з трьох регіонів Марокко, що повністю чи частково лежать на спірній території Західної Сахари (двома іншими є Гельмім — Уед-Нун та Дахла — Уед-ед-Дагаб).
Регіон складається з чотирьох провінцій.

## Географія
Ель-Аюн — Сакія-ель-Хамра межує з двома іншими регіонами Марокко: Гельмім — Уед-Нун на півночі та Дахла — Уед-ед-Дагаб на півдні. На сході регіон межує з мавританським регіоном Тірис-Земмур, а на заході омивається Атлантичним океаном. Біля берегів Західної Сахари розташовані Канарські острови, що належать Іспанії.
Майже всі міста в регіоні, зокрема Тарфая, Ель-Марса та Буждур, розташовані на узбережжі Атлантичного океану. Втім адміністративний центр, Ель-Аюн, немає виходу до моря.
Марокканська стіна проходить крізь увесь регіон, а частка території на схід від неї де-факто контролюється Полісаріо.